# سید محمد طبیبیان
سید محمد طبیبیان اقتصاددان ایرانی، استاد سابق دانشگاه صنعتی اصفهان و موسسه عالی پژوهش در برنامه‌ریزی و توسعه است. او مدافع بازار آزاد است و چند سال به عنوان استراتژیست در دولت ایران حضور داشت.

## تحصیلات
- کارشناسی اقتصاد، دانشگاه شیراز
- کارشناسی ارشد اقتصاد، دانشگاه شیراز
- دکتری اقتصاد، دانشگاه دوک آمریکا[۳][۴]

## سابقهٔ کاری
- سالهای ۱۳۶۰ تا ۶۲ رئیس دفتر کلان سازمان برنامه
- از سال ۱۳۷۰ تا۷۴ معاونت اقتصادی این سازمان
- تهیه برنامه دوم پنج ساله توسعه کشور
- ریاست مؤسسه عالی پژوهش در برنامه‌ریزی و توسعه را تا سال ۷۶ و عضو هیئت علمی این مؤسسه
- استادیاری و دانشیاری در دانشگاه صنعتی اصفهان و استاد مدعو دانشگاه استنفورد آمریکا

## کتاب‌ها
- آزادی‌خواهی نافرجام: نگاهی از منظر اقتصاد سیاسی به ایران معاصر[۵]
- استفاده از برآوردگر متغیرهای ابزاری در مطالعه مشارکت زنان در بازار کار
- اقتصاد و عدالت اجتماعی[۶]

## دیدگاه‌ها
از منظر طبیبیان، اصلاحات اساسی در نظام سیاسی از شرایط اصلی توسعه اقتصادی است. به نظر وی فقدان قالب تئوریک که سیاستگذاران بتوانند در چارچوب آن تصمیماتی سازگار اتخاذ کنند از موانع اصلی توسعه اقتصادی است. طبیبیان برای نهاد قوه قضاییه و نهاد مجلس نیز اهمیت ویژه‌ای قائل است و می‌گوید تحول اقتصادی بدون تثبیت مالکیت خصوصی امکان‌پذیر نیست.